# 滝沢健治
滝沢 健治（たきざわ けんじ、1940年（昭和15年）6月8日 - ）は、日本のフィールドホッケー選手。1964年東京オリンピックで男子トーナメントに出場した。 